# 統合無人戦闘航空システム
統合無人戦闘航空システム（とうごうむじんせんとうこうくうシステム,Joint Unmanned Combat Air Systems J-UCAS）はアメリカ空軍とアメリカ海軍が共同で開発していたUCAV。国防高等研究計画局(DARPA)がマネジメントしていた開発計画であり、X-45およびX-47の2機種が比較・研究されていた。2006年に行われたQDRにより両機種とも開発が中止された後、
X-47のみは2007年にUCAS-Dとして開発が再開されたが、こちらも2016年に開発が中止された。

## 概要
X-45は1999年から、X-47は2000年から開発が開始されていた。X-45はアメリカ空軍が、X-47はアメリカ海軍が中心となって試験が行われていた。2002年頃から、効率的な開発のために両機種を一本化する話が浮上し、DARPAも加えJ-UCAS計画として2003年10月に開発計画が再編された。
J-UCAS計画の機体に求められた仕様はステルス性のほか、1-目標への攻撃および基地への帰還、2-2時間のロイター能力および1,000海里の行動半径であった。両機種は2008年までに試作機を開発し、その試験結果により2010年には機種を一つに絞り込む予定であった。
空軍は空中給油能力や精密攻撃能力を重視し、二義的に電子妨害・偵察などを行う機体を要望した。指向性エネルギー兵器の搭載も検討した。これに対し、海軍は離着艦能力のほか、電子妨害・偵察能力を重視した。
開発方針の相違や空軍が次期爆撃機開発計画に注力することにより、J-UCAS計画は終了し、海軍がUCAVの研究を継続することとなった。